# Óscar Perea
Pour les articles homonymes, voir Perea.
Óscar Perea, né le 27 septembre 2005 à Pereira en Colombie, est un footballeur colombien qui évolue au poste d'ailier gauche au RC Strasbourg.

## Biographie

### En club
Né à Pereira en Colombie, Óscar Perea grandit à Santa Cecilia, dans le département de Risaralda. Il commence le football avec le club local de l'Escuela Benkos Biojo. Il joue ensuite pour le Club Envigado de Palmira et La Cantera, où dès ses 13 ans il démontre son sens du but. Après deux ans dans ce club il rejoint l'Atlético Nacional en 2020, où il poursuit sa formation. 
Il joue son premier match en professionnel avec ce club le 15 mai 2022, lors d'une rencontre de championnat face au CD La Equidad. Il entre en jeu et son équipe est battue par un but à zéro.
Le 25 mai 2023, il joue son premier match de Copa Libertadores, face aux péruviens du FBC Melgar. Il entre en jeu et son équipe s'impose par un but à zéro.
Óscar Perea s'impose comme un joueur régulier l'équipe première au cours de l'année 2023, avec un total de sept buts et quatre passes décisives en 44 matchs joués. Des performances qui attirent l'intérêt de plusieurs clubs européens, comme le FC Porto, le Galatasaray SK ou encore le Feyenoord Rotterdam.
Le 2 juillet 2024, Óscar Perea signe en faveur du RC Strasbourg pour un contrat de cinq ans, soit jusqu'en juin 2029.

### En sélection
Óscar Perea représente l'équipe de Colombie olympique avec laquelle il participe au Tournoi pré-olympique de la CONMEBOL 2024 en 2024.

## Palmarès
| Atlético Nacional (3) |
| --- |
| - Championnat de Colombie (1) - Champion en 2022 - Coupe de Colombie (1) - Vainqueur en 2023 - Superliga Colombiana (1) - Vainqueur en 2023 |